# 膨胀弓背蚁
膨胀弓背蚁（学名：Camponotus inflatus）。 它由Lubbock于 1880年首次描述。

## 外观

### 工蚁
主色为黑色，足部稍微苍白一些。身体稀疏地覆盖着坚硬的毛，尤其是在头部的下部和前部、下颌骨和胸部的后胸背板。头部和胸部是细皮质的。触角长度适中，加上柄节共有12节；柄节大约是末端部分的三分之一长，并且有点弯曲。在柄节的顶端是一些短刺，在尖端分叉。在之后的每一个节段的顶端都有一些不那么明显的棘，这些棘从基节向外减小。触角上也长满了厚厚的短毛，特别是朝向顶端有叶状的感觉毛。鞘叶是圆形的，中叶略发达，前缘周围有一排坚硬的毛；下颌骨有六颗锯齿，一侧的锯齿比另一侧的锯齿更发达、更尖锐。它们从外向内非常有规律地下降。上颌是按通常类型形成的。口器是六节相连的，第三节比第二、第四和第五节略长；在蜜罐蚁品级中，第三和第四被大大拉长。除了通常较短的毛外，口器的内侧还有许多奇特的弯曲钝毛。唇颚是四节的，眼睛是椭圆形的，大小适中。单眼不发育。胸部呈拱形，前面最宽，中胸背板和后胸背板之间（= 前足）之间没有任何明显的切口；从上面看，中膜本身是非常宽的椭圆形，几乎是圆形的，前面为封闭状，后面有点扁平。腿长适中，后腿最长。腹节是心形的，后面平坦，前面略呈拱形，上角有几根坚硬、略微发散的毛发。长度约为 16.5毫米（2/3英寸）。